# Baudenkmäler der Stadt Kassel
Kunst- und Baudenkmäler der Stadt Kassel verteilen sich über das gesamte Stadtgebiet.

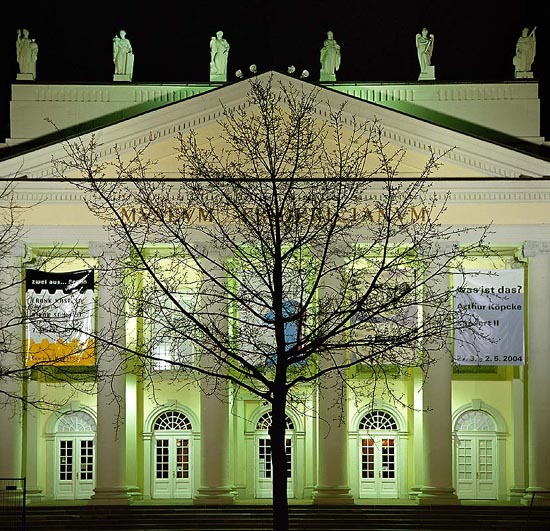
Joseph Beuys, „7000 Eichen – Stadtverwaldung statt Stadtverwaltung“; Der erste von 7000 „Beuys-Bäumen“ am Fridericianum

## Innenstadt
Die Innenstadt zeigt in der Gesamtkonzeption Züge einer klassizistischen Gartenstadt und als ehemalige Residenzstadt verfügt sie über zahlreiche Verwaltungsgebäude und Parks. Bekannt ist Kassel jedoch vor allem aufgrund der zahlreichen erhaltenen Beispiele der Wirtschaftswunderarchitektur (z. B. die Treppenstraße und der Scheidemannplatz als Ensemble). Mehr als anderswo ist man um den Erhalt der frühen Nachkriegsarchitektur bemüht, viele der Bauten stehen unter Denkmalschutz.

### Kirchen

#### Stiftskirche St. Martin

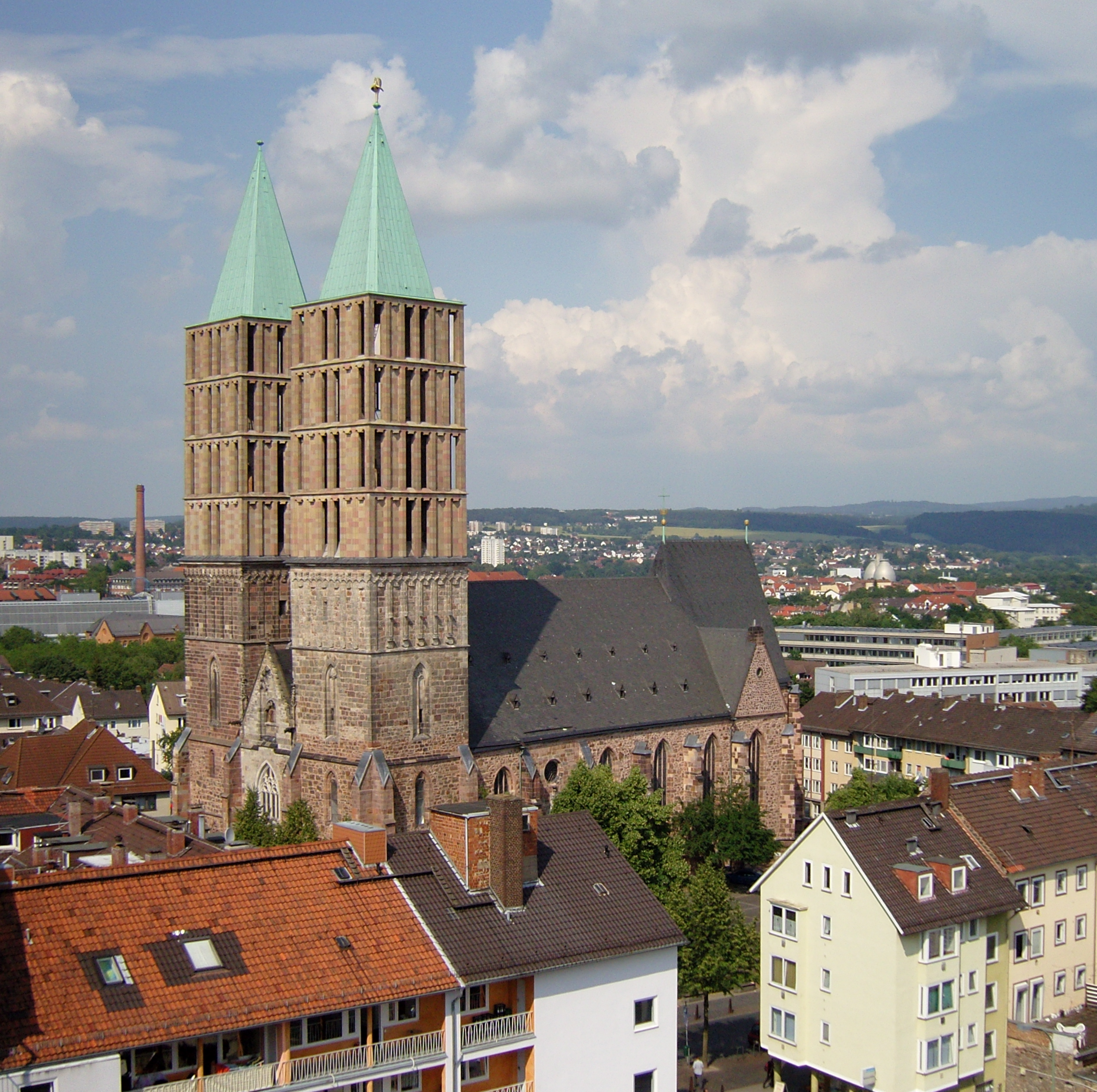
Martinskirche

Die ehemalige Stiftskirche St. Martin wurde vor 1364 unter Landgraf Heinrich II. begonnen und bereits 1366 zur Stiftskirche ernannt; zur Weihe 1367 war der polygonal gebrochene Chor wohl bereits fertiggestellt. Die Arbeiten an der Langhaushalle zogen sich bis in die zweite Hälfte des 15. Jahrhunderts hin. Im Zweiten Weltkrieg (1943) ging die Substanz bis auf die Außenmauern und die Gewölbe im Chor verloren. Den Wiederaufbau mit den markanten Türmen 1954 bis 1958 plante Heinrich Otto Vogel. Im Innern sind Grabdenkmäler der Fürsten erhalten, darunter von Philipp dem Großmütigen. Im Chor Glasfenster mit Wappen der hessischen Ritterschaft.

#### Sonstige Kirchen
- Brüderkirche, 1292, (evangelisch)
- Garnisonkirche, 1757, eine Ruine des Zweiten Weltkrieges
- Karlskirche, 1698, (evangelisch), vereinfacht wiederaufgebaut
- Alter Kirchturm der Lutherkirche, 1893 (76 m hoch), mit modernen Kirchengebäude und umgebenden Grabdenkmälern
- Kreuzkirche, Zentralbau von 1906. Nach Kriegszerstörung durch Gustav Gsaenger in modernen Formen wieder aufgebaut. Turmmotiv auch bei weiteren Kirchenbauten Gsaengers erkennbar.

### Profane Bauwerke bis zur Moderne

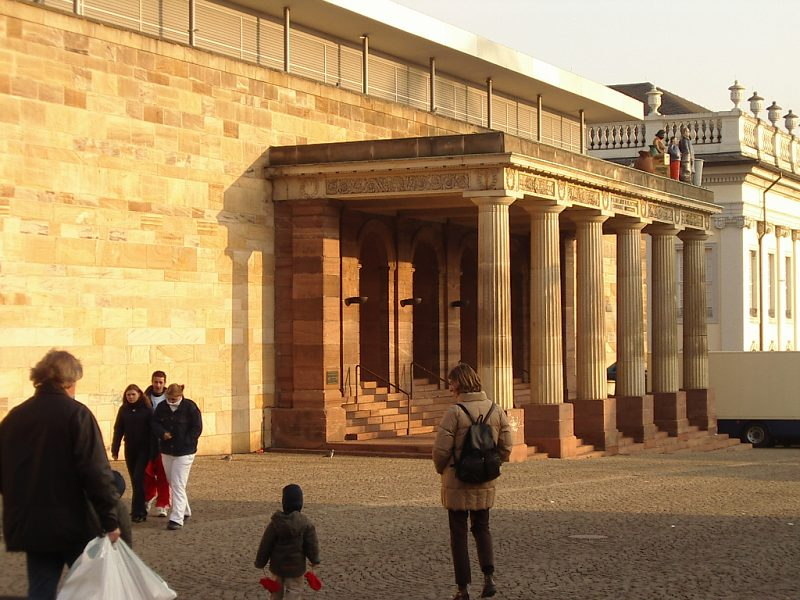
Altan v. ehem. Rotes Palais (ca. 18. Dezember 2003)

- Aschrottbrunnen 1908, 1987, Brunnen und Mahnmal am Rathaus
- Drahtbrücke, 1870, Fußgänger-Hängebrücke über der Fulda
- Druselturm, 1415, Turm der alten Stadtmauer
- Elisabethhospital, 1586, ehemaliges Siechenhaus der Stadt
- Fridericianum, 1769, Museumsgebäude auch für documenta-Zwecke
- Frühstückspavillon, etwa 1800 errichteter Gartenpavillon
- Kassel Hauptbahnhof, 1852, nach dem Zweiten Weltkrieg 1952 großteils durch Neubau ersetzt
- Karlshospital, 1720, ursprünglich eine Erziehungs- und Besserungsanstalt
- Marstall, 1591, heute beherbergt es u. a. das Stadtarchiv und eine Markthalle
- Ottoneum, 1603, erstes festes (ehem.) Theatergebäude Deutschlands
- Palais Bellevue, 1714, ehemalige Sternwarte und Teil des Schloss Bellevue
- Rathaus, Neobarock, 1909, Dach nach 1945 in vereinfachter Form wieder aufgebaut
- Renthof, 1616, ein ehemaliges Karmeliterkloster
- Rondell, ein 1523 erbauter Geschützturm der Kasseler Festungsanlage
- Altan des ehemaligen Roten Palais, 1821. Von Sep Ruf integriert in ein Kaufhausgebäude.
- Zeughaus, 1580, erbaut zwischen 1581 und 1583. An der erhaltenen Hauptfront zwei Portale von 1766 sowie einige Inschriften aus der Erbauungszeit. Seit dem Zweiten Weltkrieg ist das Gebäude eine Ruine und teilweise abgerissen worden.
- Zwehrenturm 1330, Stadttor und Festungsturm, zeitweilig als Sternwarte genutzt

### Verlorene Bauwerke
- Deichmannhaus, Renaissance-Fachwerkhaus der untergegangenen Altstadt
- Haus Klosterstraße 11, Renaissance-Fachwerkhaus der untergegangenen Altstadt
- Henschelhaus, 1923, Geschäftshaus, abgerissen 2010. Fassade als Teil eines Modekaufhauses wiedererrichtet.
- Landgraf-Philipp-Denkmal, 1899 Denkmal von Hans Everding
- Palais Reichenbach, 1772, klassizistisches Stadtpalais, abgerissen 2006

### Architektur der Moderne

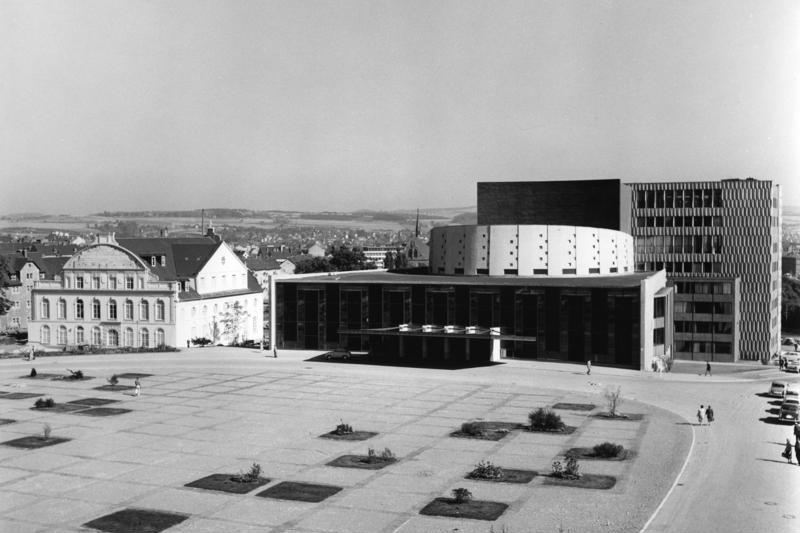
Das Staatstheater, eines der Bauten von Paul Bode in Kassel

- Rothenbergsiedlung, 1929–1931 von Otto Haesler
- Hallenbad Ost, 1930 (geschlossen seit 2007)
- Staatstheater, 1955–1959 von Paul Bode
- AOK-Gebäude am Friedrichsplatz 14, 1957 von Konrad Proll
- Polizei- und Verwaltungsgebäude am Altmarkt, 1955, abgerissen 2006
- Fatimakirche Memelweg 19, 1959 von Gottfried Böhm
- Stadtbad Mitte, 1967, abgerissen 2013/14
- Kunsthochschule Menzelstraße 13–15, 1965–1969 von Paul Friedrich Posenenske
- Unterneustadt, Planungsgebiet seit 1996
- Im „Dichterhaus Brückner-Kühner“ in der Auefeldsiedlung lebten und arbeiteten die Schriftsteller Christine Brückner und Otto Heinrich Kühner von 1967 bis zu ihrem Tod 1996. Die Wohnräume sind unverändert erhalten geblieben.

### Technische und Industriedenkmäler
- Textilfabrik Salzmann & Comp. in Bettenhausen
- „Haferkakao“, Industrieareal in Bettenhausen, 2011 größtenteils abgerissen
- Textilfabrik Gottschalk & Co. in Nord-Holland, seit 2008 größtenteils abgerissen
- Fabrikanlagen der Henschel-Werke
  - Stammwerk, Holländischer Platz, 1975 und 2010 abgerissen
  - Werk Rothenditmold, vorgesehen zur Umnutzung als Technik-Museum
- Straßenbahndepot Holländische Straße, 2011 abgerissen

## Weiteres Stadtgebiet

### Bettenhausen
Der Messinghof an der Losse wurde 1679 von Landgraf Karl gegründet und gilt als Geburtsstätte des Kasseler Herkules. Die noch teilweise erhaltene Anlage beeindruckt durch ihre barocke Architektur. Der Messinghof gilt als eines der bedeutendsten Industriedenkmäler der weiteren Region.

### Nord-Holland

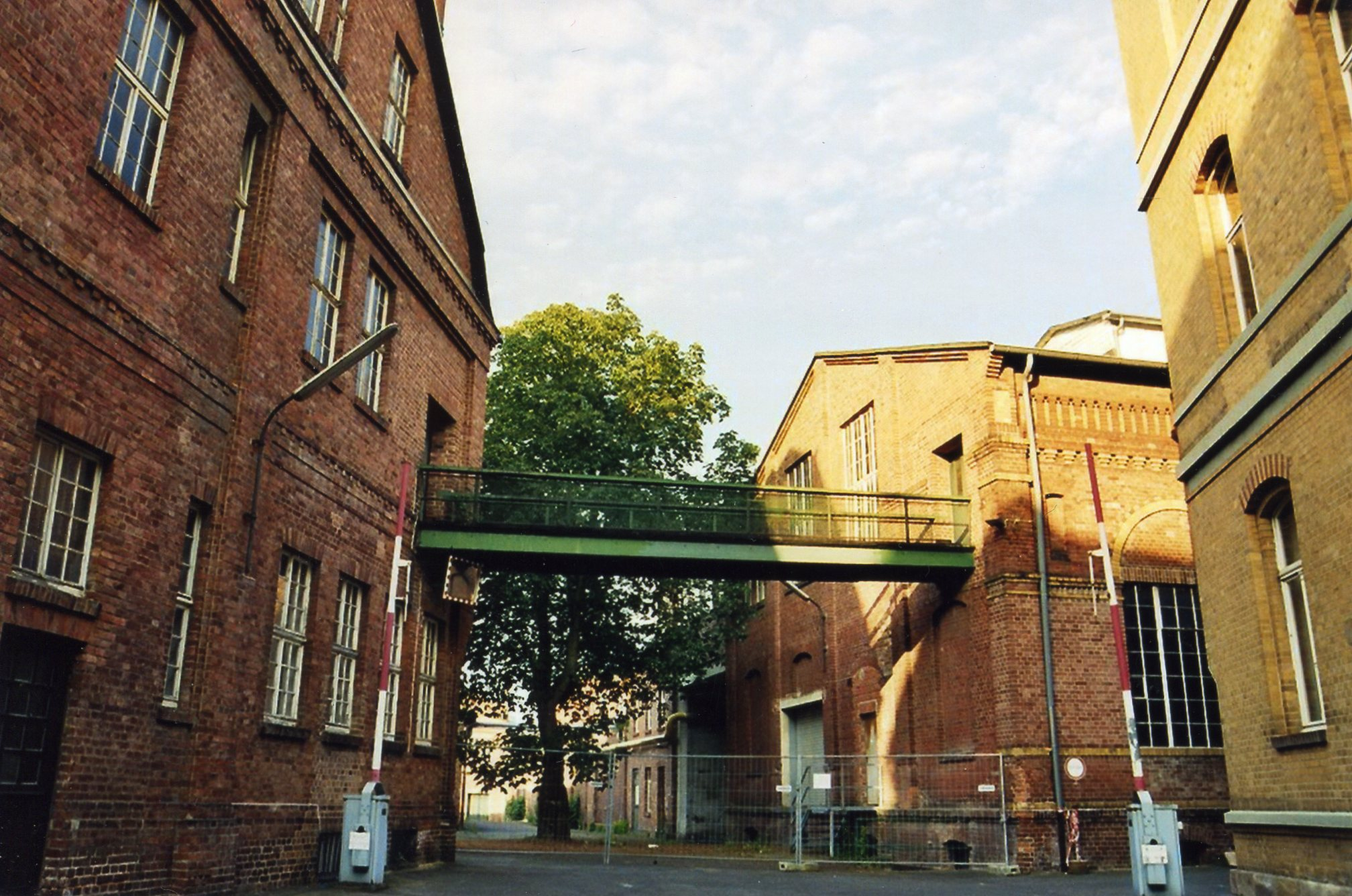
Blick auf das Gottschalksgelände vor dem Abriss (2006)

Unmittelbar vor den Toren der heute zerstörten Altstadt befanden sich die Werksanlagen der Firma Henschel & Sohn. Die beiden Gleiszugänge über die Wolfhager Straße zum Unterstadtbahnhof und der Anschluss entlang der Bunsenstraße zur Schenkebier Stanne sind heute ebenso nicht mehr erhalten wie die Hallenstruktur des Stammwerks Kassel. Einziger Rest ist die Halle K19 und der Rest der Halle K18 nördlich der Moritzstraße.
Die gesamte Stadtteilentwicklung war geprägt durch die Ansiedlung verschiedener Zulieferbetriebe. Letzte Zeugnisse davon bilden die Torhäuser des Schlachthofs an der Mombachstraße, der Mitte der 1970er Jahre abgerissen wurde und das direkt an die Henschelei anschließende Werksgelände der Tuch- und Zeltfabrik Gottschalk & Co. Letztere produzierte bis in die 1990er Jahre am Standort und wurde im Zuge der Erweiterung der Universität Kassel bis auf eine Produktionshalle und zwei Gebäude am Werkseingang abgerissen.

### Vorderer Westen
Der Kasseler Stadtteil Vorderer Westen (ehemaliges Hohenzollernviertel) entwickelte sich seit dem Ende des 19. Jahrhunderts westlich des damaligen Stadtzentrums. Als Gründer gilt der Kasseler Kaufmann Sigmund Aschrott. Er kaufte Grundstücke auf und brachte die Entwicklung der Infrastruktur voran. Das Erscheinungsbild des Stadtteils wird noch heute durch einen geschlossenen Baubestand aus Gründerzeit- und Jugendstilgebäuden geprägt; dabei handelt es sich zumeist um bürgerliche Mietswohnhäuser mit vielfältig gestalteten Fassaden.
Mit alleine 277 einzelnen Kulturdenkmälern im Stadtteil hat der Vordere Westen eine für Kassel einmalige Dichte kultureller Zeugnisse. Der überwiegende Bereich des Stadtteils mit seinen Straßen, Plätzen und dem Stadtbild ist als Gesamtanlage als Kulturdenkmal eingestuft.
Die Stadthalle Kassel, die 1911 bis 1914 nach einem preisgekrönten Entwurf der Architekten Ernst Rothe und Max Hummel errichtet wurde, ist als monumentaler Bau des Neoklassizismus ausgeführt worden. Der Bau wurde von Aschrott finanziell maßgeblich unterstützt.
Die evangelische Friedenskirche wurde 1905 bis 1908 in städtebaulich markanter Lage im westlichen Bereich der heutigen Friedrich-Ebert-Straße errichtet. Ihre opulenten neobarocken Formen stehen im Kontrast zur unweit entfernten neoromanischen Kirche Sankt Maria (mit Beinamen und im Volksmund Rosenkranzkirche) am Bebelplatz.

### Harleshausen
Die Künstler-Nekropole in Harleshausen bei Kassel ist ein Friedhof, eine Parkanlage, ein Kunstwerk des öffentlichen Raums und ein Wanderweg, geschaffen von documenta-Künstlern, die sich zu Lebzeiten testamentarisch verpflichteten, sich im Habichtswald am westlichen Stadtrand von Kassel nahe dem Bergpark Wilhelmshöhe am Blauen See beerdigen zu lassen. Der documenta-Künstler Harry Kramer schuf mit der Künstler-Nekropole eine neue Ausdrucksform der Kunst im öffentlichen Raum.

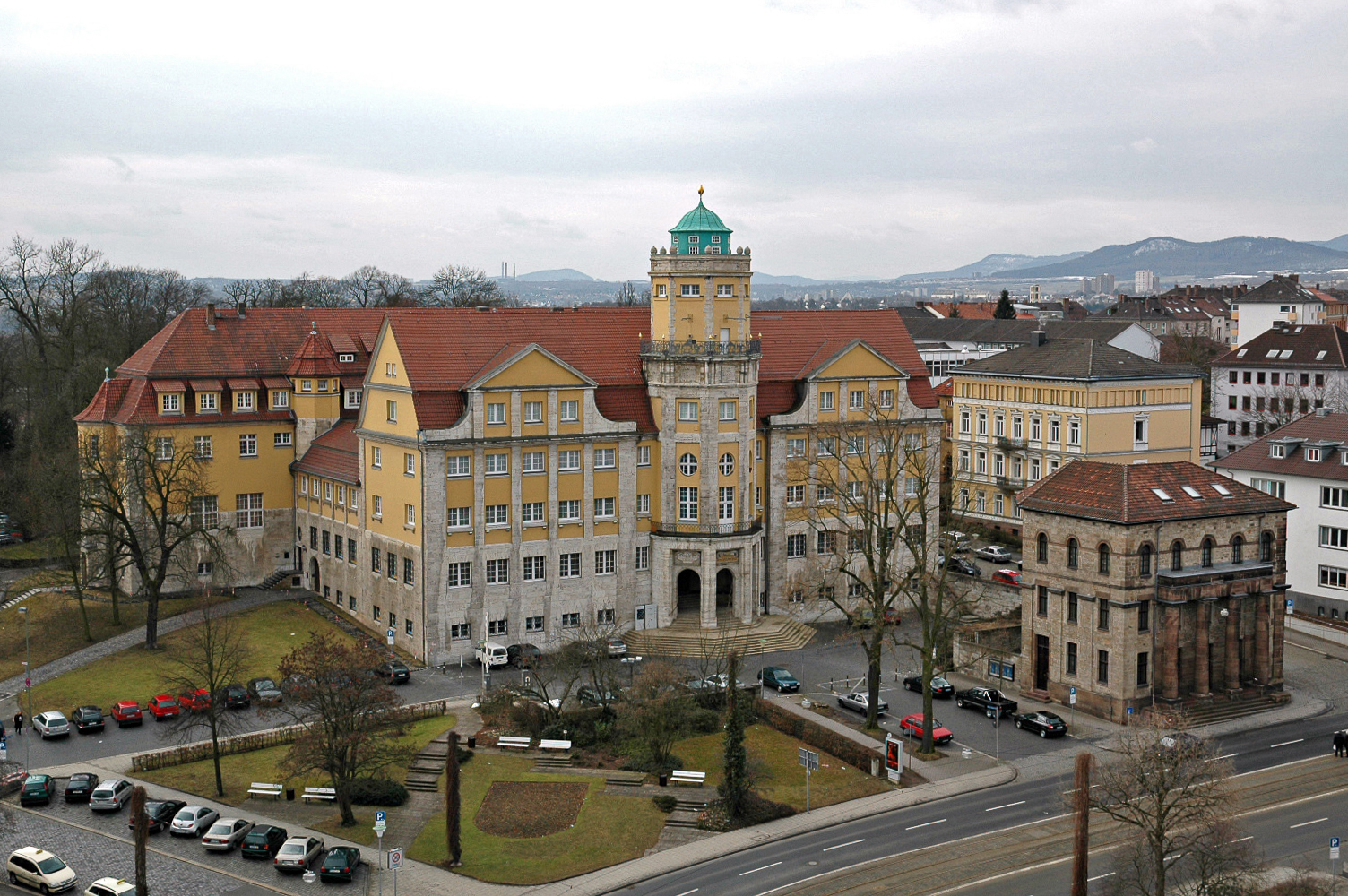
Das Hessische Landesmuseum

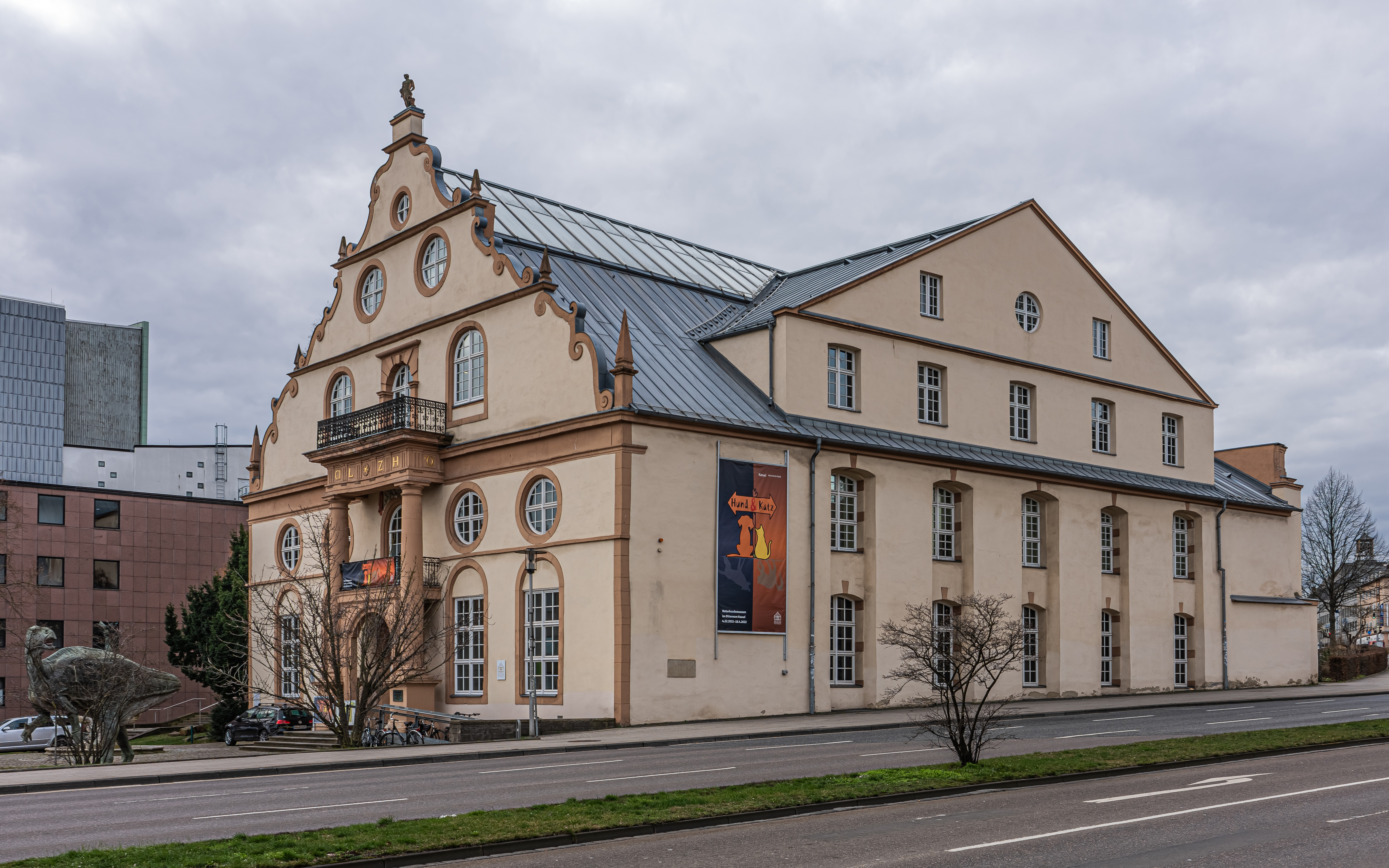
Das Naturkundemuseum im Ottoneum

## Gärten und Parks

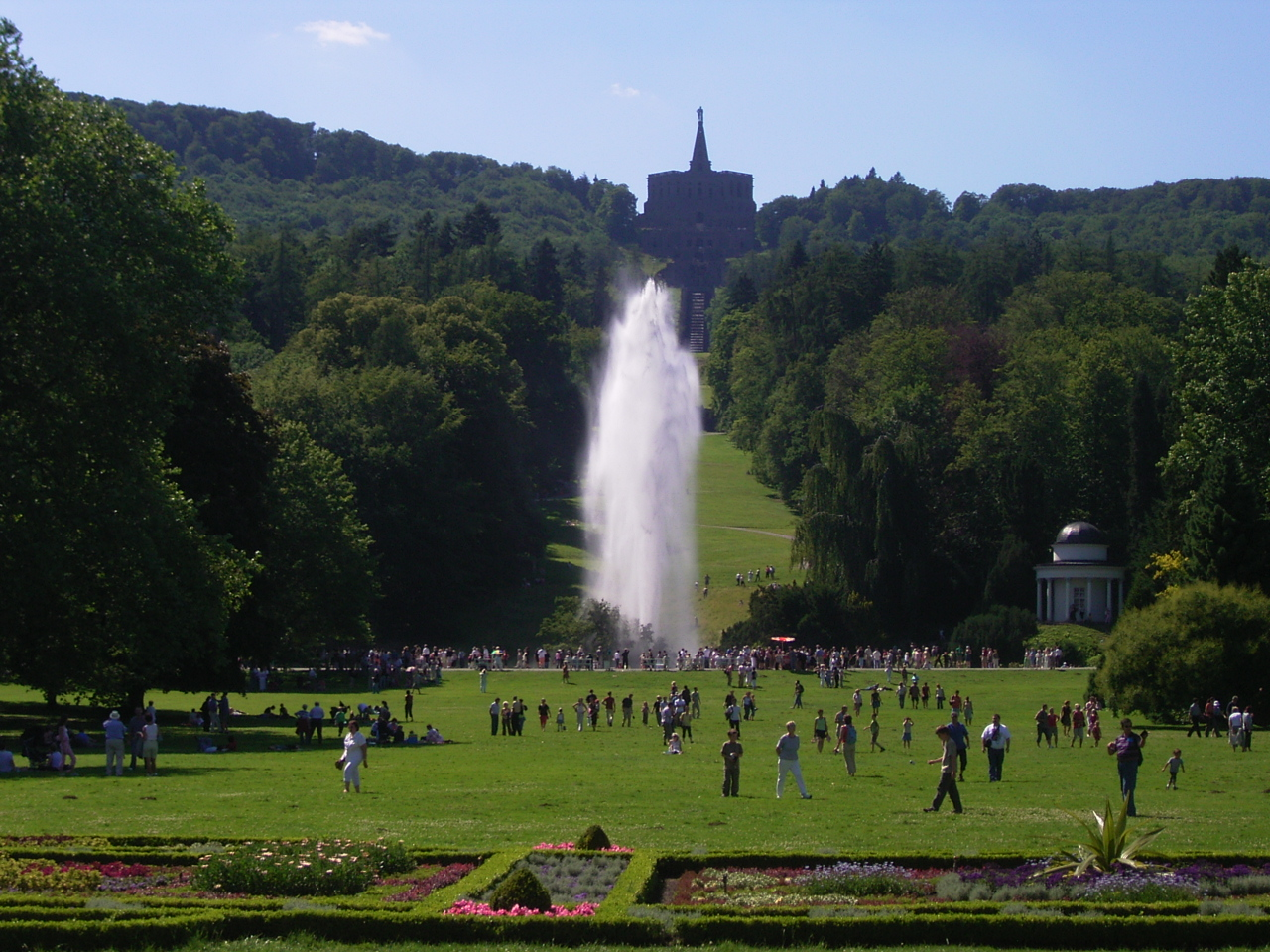
Große Fontäne der Wasserspiele im Bergpark Wilhelmshöhe

### Bergpark Wilhelmshöhe
Am westlichen Stadtrand von Kassel liegt eine Parkanlage mit Status UNESCO-Weltkulturerbe: Der Bergpark Wilhelmshöhe mit Schloss Wilhelmshöhe, der Löwenburg und dem Herkules, dem Wahrzeichen der Stadt. Um 1700 wurde er von Landgraf Karl als barocke Parkanlage begonnen. Im 18./19. Jahrhundert wurde der Bergpark teilweise zu einem englischen Landschaftspark umgestaltet. In den Sommermonaten finden dort zwei Mal wöchentlich die Wasserspiele statt.

### Karlsaue
Die Karlsaue ist eine ursprünglich barocke, ab 1680 gestaltete Parkanlage am Rand der Innenstadt mit der Orangerie, dem Marmorbad und der Blumeninsel Siebenbergen.

### Weitere Parks
- Der Fürstengarten liegt zwischen Landesmuseum, Murhardbibliothek und Weinberg.
- Der Park Schönfeld liegt mit dem Botanischen Garten und dem Schloss Schönfeld im Süden Kassels.
- Der Stadthallengarten (Stadtteil West) ist eine Bürgerstiftung und liegt oberhalb der Stadthalle Kassel.
- Außerhalb Kassels liegt in Calden der Park Wilhelmsthal, ein Landschaftspark mit Ursprung im Rokoko samt Schloss Wilhelmsthal.

## Kunst im öffentlichen Raum
Die Kunst im öffentlichen Raum Kassels ist eng verbunden mit der Ausstellungsreihe documenta, die weltweit Maßstäbe setzt. So finden sich in Kassel u. a. die folgenden Arbeiten von documenta-Teilnehmern:
- Edelstahlskulptur von Erich Hauser auf dem Friedrichplatz (Teilnehmer der documenta 3, 4 und 6 – 1964, 1968 und 1977)
- Landschaft im Dia (Rahmenbau) des Künstlerkollektivs Haus-Rucker-Co (für die documenta 6, 1977)
- Der vertikale Erdkilometer: Der amerikanische Künstler Walter De Maria bohrte auf dem Friedrichsplatz ein 1 Kilometer tiefes Loch in die Erde, in das 1 m lange, ineinander gesteckte, massive Messingstäbe von 5 cm Durchmesser in die Erde eingelassen wurden (zur documenta 6, 1977)
- 7000 Eichen – Stadt-verwaldung statt Stadt-verwaltung ist ein über die gesamte Stadt verteiltes Werk des Künstlers Joseph Beuys (für die documenta 7, 1982)
- Raumskulptur von Per Kirkeby an der documenta Halle (Teilnehmer der documenta 5, 7 und 9 – 1972, 1982, 1992)
- Die 12 m hohe Hercules throws pick-axe (Spitzhacke) von Claes Oldenburg auf der Regattawiese am Fuldaufer (für die documenta 7, 1982)
- Man walking to the sky (Himmelsstürmer) von Jonathan Borofsky auf dem Kasseler Bahnhofsvorplatz (für die documenta 9, 1992)
- Laserscape Kassel von Horst H. Baumann, die weltweit erste permanente Laser-Licht-Skulptur im öffentlichen Stadtraum (für documenta 6, 1977)
- „Die Fremden“ von Thomas Schütte auf dem Säulenportal (zur documenta 9, 1992. Weitere Beteiligungen: 1987 und 1997)
- Granitblock von Ulrich Rückriem neben der Neuen Galerie (zur documenta 7, 1981/82)

Das der documenta 9 (1992) zugeordnete Werk Treppe ins Nichts von Gustav Lange war so heftig umstritten, dass es der damalige Oberbürgermeister Georg Lewandowski in einer nicht legalen Aktion im Jahr 2000 abreißen ließ.
Darüber hinaus existieren neben den anlässlich der documenta-Ausstellungen in Kassel verbliebenen Kunstwerken im Außenbereich eine große Zahl von weiteren Skulpturen. So das Mahnmal für die während des Zweiten Weltkrieges beschäftigten Zwangsarbeiter des Unternehmens Henschel Die Rampe von E. R. Nele, das sich heute auf dem Gelände der Universität Kassel befindet.

## Aussichtstürme
- Hoch oben über dem südwestlichen Kasseler Stadtteil Brasselsberg steht im Habichtswald der Kasseler Bismarckturm (1903–1904 erbaut; 25,5 m hoch) auf dem Brasselsberg (434,2 m); gute Aussichtsmöglichkeit
- Auf dem Hohen Gras (614,8 m; höchster Punkt des Kasseler Stadtgebiets; Habichtswald) steht der Aussichtsturm Hohes Gras (30,7 m hoch; 1890 erbaut) nebst gleichnamiger Berggaststätte; gute Fernsichtsmöglichkeit
- Auf dem Elfbuchen (ca. 535 m; Habichtswald) steht der 1879 eröffnete Aussichtsturm Elfbuchenturm, von dem keine Aussicht mehr zu genießen ist, weil seine Aussichtsplattform (551,3 m) von zahlreichen Bäumen überragt wird.